# Радісне (Дніпровський район)
Радісне (первинна назва — Грабське) — село в Україні, у Петриківській селищній громаді Дніпровського району Дніпропетровської області. Населення за переписом 2001 року становить 278 осіб.

## Географія
Село Радісне розташоване за 4 км від лівого берега Кам'янського водосховища (Дніпро) та 4 км від правого берега річки Оріль (нове річище), за 3,5 км від сусіднього села Куліші. Селом тече висихний струмок із загатою. Через село пролягає автошлях місцевого значення С041206 з виїздом на автошлях національного значення Н31.
Раніше через Радісне протікала невеличка річка Грушка. На жаль, останнім часом вона пересохла, але влітку 2005 року знову розлилась, рибаки ловлять рибку невеличку, жаби кумкають. За селом ростуть так звані мешканцями села «Шовковички», пропонуючи безліч корисних у господарстві речей: стовпці, підпірки, бо ж деревина шовковиці досить міцна, і, звичайно, самі плоди шовковичні: білий, чорний різновиди.

## Назва
Назву Радсело (повна назва — Радісне село) населений пункт отримав за радянських часів. До цього село мало назву Грабське. Назва походила від, імовірно, прізвища польського пана, який мешкав у цій місцевості. Пан мав винні погреби, рештки яких збереглися й понині. Зокрема, у дворі нині померлого Колоса Василя Дмитровича було знайдено отвір (можливо, колишній вхід до погреба або якоїсь підземної будівлі панського маєтку) та дерев'яну миску, діаметром приблизно 60-70 см.
Існує також інша версія походження назви села — від козака Грабова, курган-могила якого знаходилась неподалік села, проте кургана-могили Грабова наразі не існує, розпахана під поле, лише пам'ятний знак у болоті нагадує про нього.

## Історія
Село засноване приблизно у першій половині XVIII століття, мало первинну назву Грабське, а ще раніше — на картах були позначені навіть окремі хутори — Байбузка, Морозова. Це свідчить про те, що перші поселення були саме там, а потім біля цих хуторів з'явилися поселення і вони були об'єднані в єдине під назвою Грабське.
На території села знаходилося господарство колгоспу «Заповіт Ілліча», який мав тваринницьку ферму (після розвалу СРСР ферма почала занепадати та згодом ліквідована), тракторну бригаду, школу, клуб та бібліотеку.
Прямуючі від Радісного у напрямку Іванівки, то з лівого боку є можливість побачити маленьке поховання — це все, що залишилося від Тірця (Тірець). Назва цього місця походить від слова «тирле» — місце, де випасають худобу. На початку ХХ століття в цій місцевості був невеликий хутір. У 1930-х роках радянська влада мешканців виселили, а хутір зник. З стародавніх часів у цьому місці випасали худобу, адже трави тут були відмінні. Природа навколо дуже гарна та напрочуд мальовнича. Попри те, що цей регіон України степовий, навіть лісостеповий, клімат доволі помірний та м'який.
19 травня 2016 року Постановою Верховної Ради України Радсело перейменовано на Радісне.
12 червня 2020 року, розпорядженням Кабінету Міністрів України, село увійшло до складу Петриківської селищної громади.

## Сьогодення
Село складається з чотирьох частин: Мала та Велика Грушка, Байбузка, Ляхове, які мають поштове відділення 51814.
Після закінчення загальноосвітньої школи молодь села навчається переважно у містах України, здобуваючи вищу освіту та певний фах. Село помалу розвивається, проте існує необхідність у потужному поштовху до динамічного та ефективного розвитку.

## Населення

### Мова
Розподіл населення за рідною мовою за даними перепису 2001 року:
| Мова       | Кількість | Відсоток |
| ---------- | --------- | -------- |
| українська | 261       | 93,88 %  |
| російська  | 16        | 5,76 %   |
| білоруська | 1         | 0,36 %   |
| Всього:    | 278       | 100 %    |

## Об'єкти соціальної сфери
- Середня загальноосвітня школа.
- Амбулаторія.
- Клуб.

## Пам'ятки
- Курган-могила Грабова (сучасний стан — розораний).
- Меморіал на честь полеглих під час Другої світової війни.

## Цікаві факти
- Радісне — це батьківщина українських вареників з вишнями, які місцями їх тут дуже полюбляють.